# Gidaganahalli, Tumkur
Gidaganahalli là một làng thuộc tehsil Tumkur, huyện Tumkur, bang Karnataka, Ấn Độ.